# John, I'm Only Dancing
John, I'm Only Dancing is een nummer van de Britse muzikant David Bowie, uitgebracht als single in 1972. Het nummer werd in twee versies uitgebracht, de eerste versie kwam uit in september 1972, terwijl de zogeheten "sax"-versie in april 1973 werd uitgebracht. In 1974 nam Bowie het nummer opnieuw op in het door disco beïnvloede "John, I'm Only Dancing (Again)", maar deze versie werd pas in 1979 officieel uitgebracht.

## Achtergrond
Het nummer wordt algemeen gezien als een verhaal waarin de verteller zijn homoseksuele vriend vertelt dat hij zich niet druk hoeft te maken over het meisje waar hij mee is, omdat hij "alleen maar danst" met haar. Bowie was sinds januari 1972 uit de kast als biseksueel, wat geen invloed had op de airplay in het Verenigd Koninkrijk. De videoclip, geregisseerd door Mick Rock, werd wel verbannen van het tv-programma Top of the Pops aangezien het androgyne dancers bevatte uit de mimetroepen van Lindsay Kemp.
Vanwege de homoseksuele natuur, wat te riskant werd bevonden door RCA Records, werd de single niet uitgebracht in de Verenigde Staten. In 1976 was het nummer voor het eerst verkrijgbaar in het land via het compilatiealbum Changesonebowie. Terwijl het refrein ("John, I'm only dancing / She turns me on / But I'm only dancing") lange tijd in verband werd gebracht met homoseksualiteit, beschreef auteur Nicholas Pegg in het boek The Complete David Bowie dat de verteller "ook een heteroseksuele man kan zijn die de liefde van het meisje geruststelt". Ook is er gesuggereerd dat Bowie het nummer schreef als antwoord op een commentaar dat John Lennon gaf op het crossdressing van Bowie.
Op 20 januari 1973 werd het nummer opnieuw opgenomen tijdens de sessies voor het album Aladdin Sane. Het nummer werd de "sax"-versie genoemd en gespeeld in een ietwat anders arrangement met Ken Fordham op de saxofoon.

## Tracklijst
- Beide nummers geschreven door David Bowie.

1. "John, I'm Only Dancing" - 2:43
2. "Hang On to Yourself" - 2:38

## Muzikanten
- David Bowie: zang, akoestische gitaar, saxofoon (op de "sax"-versie)
- Mick Ronson: leadgitaar
- Lou Reed: slaggitaar
- Trevor Bolder: basgitaar
- Mick "Woody" Woodmansey: drums

## John, I'm Only Dancing (Again)
John, I'm Only Dancing (Again) is een heropname van "John, I'm Only Dancing", opgenomen in 1974 tijdens de sessies voor het album Young Americans maar pas uitgebracht op single in december 1979.
De heropname bevatte een meer door funk beïnvloedde versie van het nummer en deelt een aantal gelijkenissen met het nummer "Stay" op het album Station to Station uit 1976. Het nummer duurt oorspronkelijk 6 minuten en 57 seconden en werd uitgebracht op 12" vinyl, maar er werd ook een verkorte versie uitgebracht op 7". Het was de eerste single van Bowie die een reguliere 12"-uitgave had. Op de B-kant werd een remix van de originele versie van het nummer geplaatst. De single werd een hit en spoelde de teleurstelling van het album Lodger gedeeltelijk weg. De lange 12"-versie van het nummer werd uitgebracht in 1991 als bonustrack op de heruitgave van Young Americans en in 1998 op het compilatiealbum The Best of David Bowie 1974/1979. De 7"-versie werd niet op cd uitgebracht tot de box set Who Can I Be Now? (1974–1976) uit 2016.
Op de heropname van het nummer zijn de originele coupletten niet te vinden en bleven alleen de teksten van het refrein intact, waarschijnlijk vanwege de homoseksuele natuur van de oorspronkelijke opname. De nieuwe tekst beschreef simpelweg de liefde voor de dansvloer en de geest van de disco. Het refrein wordt langzamer en met minder toonwisselingen gezongen en met dancebeats op de achtergrond. De veranderingen werden als ietwat vreemd gezien in vergelijking met het origineel, in het bijzonder de "overmatig lange" dancetrack van de 12"-versie waarbij de tweede helft van het nummer enkel bestaat uit een repeterende riff en de tekst "dancing, dancing, dancing, woo woo woo-oo".

### Tracklijst
- Alle nummers geschreven door David Bowie.

7"-versie (Verenigd Koninkrijk)
1. "John, I'm Only Dancing (Again)" - 3:26
2. "John, I'm Only Dancing (1972)" - 2:43

7"-versie 1 (Verenigde Staten)
1. "John, I'm Only Dancing (Again)" - 3:26
2. "Golden Years" - 4:03

7"-versie 2 (Verenigde Staten)
1. "John, I'm Only Dancing (Again)" - 3:26
2. "Joe the Lion" - 3:05

12"-versie (Verenigd Koninkrijk)
1. "John, I'm Only Dancing (Again)" - 6:57
2. "John, I'm Only Dancing (1972)" - 2:43

### Muzikanten
- David Bowie: zang, gitaar, piano
- Carlos Alomar: gitaar
- Willie Weeks: basgitaar
- Andy Newmark: drums
- Mike Garson: piano
- David Sanborn: saxofoon
- Larry Washington: conga
- Luther Vandross, Robin Clark, Ava Cherry: achtergrondzang